# Karl von Ledebur
Karl Friedrich August Ludwig Freiherr von Ledebur (* 8. Mai 1795 in Mühlenburg; † 16. Juni 1860 in Berlin) war ein preußischer Generalleutnant und Erbmarschall von Herford.

## Leben

### Herkunft
Karl war ein Sohn des Erbherrn auf Mühlenburg, Crollage, Vigenburg und Stedefreund Justus Freiherr von Ledebur (1762–1831) und dessen Ehefrau Dorothea, geborene Freiin von Rettenberg (1770–1804).

### Militärkarriere
Ledebur trat am 15. Juni 1812 in das Regiment der Gardes du Corps der Preußischen Armee ein und avancierte bis Mitte Februar 1813 zum Sekondeleutnant. Als solcher nahm er 1813/14 während des Befreiungskriege an den Schlachten bei Großgörschen und Bautzen sowie dem Gefecht bei Haynau teil. 1814 wurde Ledebur als Kurier zu König Ludwig XVIII. nach Paris und an den Hof nach London entsandt. Nach dem Friedensschluss stieg er bis Anfang Januar 1820 zum Rittmeister und Eskadronchef auf. Mitte April 1828 wurde er als Flügeladjutant von König Friedrich Wilhelm III. kommandiert und Ende März 1829 zu dessen Flügeladjutanten ernannt. Im September 1833 war Ledebur als Beobachter zur österreichischen Armee nach Italien kommandiert. Zwei Jahre später nahm er an der Revue von Kalisch teil und erhielt dafür den Orden der Heiligen Anna II. Klasse mit Brillanten sowie den Johanniterorden. Unter Belassung in seiner Stellung als Flügeladjutant beauftragte man ihn am 30. März 1838 zunächst mit der Führung des 1. Garde-Ulanen-(Landwehr-)Regiments und ernannte Ledebur am 20. Mai 1838 zum Regimentskommandeur.
Anlässlich der Huldigungsfeierlichkeiten ernannte ihn König Friedrich Wilhelm IV. am 15. Oktober 1840 in Berlin zum Erbmarschall von Herford.
Ledebur stieg bis Anfang April 1842 zum Oberst auf. Am 23. Mai 1845 folgte seine Ernennung zum Kommandeur der 14. Kavallerie-Brigade in Düsseldorf. In dieser Stellung erhielt er Ende September 1847 den Roten Adlerorden II. Klasse mit Eichenlaub und wurde am 10. Mai 1848 Generalmajor. Unter Verleihung des Charakters als Generalleutnant nahm Ledebur am 10. April 1852 seinen Abschied mit Pension. Nach seinem Tod wurde er am 18. Juni 1860 nach Crollage überführt.

### Familie
Ledebur hatte sich am 27. Oktober 1826 in Herzberg mit Mathilde Freiin von Maltzahn (1804–1828) aus dem Hause Lenschow. Sie war eine Tochter des preußischen Oberhofmarschalls Burchard Friedrich von Maltzahn (1773–1837). Das Paar hatte mehrere Kinder:
- Albrecht (1827–1899), Herr auf Crollage, Mitglied des Preußischen Abgeordnetenhauses ⚭ 1857 Marie von der Reck (1833–1876)[2] aus dem Hause Stockhausen, Eltern von Wilhelm von Ledebur
- Heinrich, Kreisrichter ⚭ 1861 Marie von Dücker (* 1834)[3]

Nach ihrem frühen Tod ehelichte er am 24. Dezember 1832 in Berlin deren Schwester Helmine (1799–1880). Aus der Ehe gingen folgende Kinder hervor:
- Otto († 1866), preußischer Hauptmann[5] ⚭ 1866 Marie von Hoym
- Ernst August Karl († 1866), preußischer Hauptmann[5]
- Burchard Wilhelm Clamor Alexander († 1866), preußischer Kammerherr[5]
- Juliane (1828–1893) ⚭ 1858 Hermann von Behr-Negendank (1801–1887), Herr auf Passow[6]